# Мангуалде-да-Серра
Мангуалде-да-Серра (порт. Mangualde da Serra)  —  район (фрегезия) в Португалии,  входит в округ Гуарда. Является составной частью муниципалитета  Говейя. Находится в составе крупной городской агломерации Большое Визеу. По старому административному делению входил в провинцию Бейра-Алта. Входит в экономико-статистический  субрегион Серра-да-Эштрела, который входит в Центральный регион. Население составляет 195 человек на 2001 год. Занимает площадь 15,02 км².